# Federico Palacios Martínez
Federico Palacios Martínez (Hannover, 1995. április 9. –) spanyol-német labdarúgó.

## Statisztika

### Klub
| Klub            | Szezon   | Bajnokság | Bajnokság | Kupa  | Kupa | Nemzetközi | Nemzetközi | Összesen | Összesen |
| Klub            | Szezon   | Mérk.     | Gól       | Mérk. | Gól  | Mérk.      | Gól        | Mérk.    | Gól      |
| --------------- | -------- | --------- | --------- | ----- | ---- | ---------- | ---------- | -------- | -------- |
| RB Leipzig      | 2013-14  | 5         | 0         | 0     | 0    | —          | —          | 5        | 0        |
| RB Leipzig      | 2014-15  | 2         | 0         | 1     | 0    | —          | —          | 3        | 0        |
| RB Leipzig      | 2016-17  | 2         | 0         | 0     | 0    | —          | —          | 2        | 0        |
| RB Leipzig      | 2017-18  | 0         | 0         | 0     | 0    | 0          | 0          | 0        | 0        |
| RB Leipzig II   | 2014-15  | 4         | 4         | 0     | 0    | —          | —          | 4        | 4        |
| RB Leipzig II   | 2015-16  | 28        | 6         | 0     | 0    | —          | —          | 28       | 6        |
| RB Leipzig II   | 2016-17  | 30        | 22        | 0     | 0    | —          | —          | 30       | 22       |
| Rot-Weiß Erfurt | 2014-15  | 8         | 1         | 0     | 0    | —          | —          | 8        | 1        |
| 1. FC Nürnberg  | 2017-18  | 0         | 0         | 0     | 0    | —          | —          | 0        | 0        |
| Összesen        | Összesen | 79        | 33        | 1     | 0    | 0          | 0          | 80       | 33       |

## Sikerei, díjai
- RB Leipzig II
  - NOFV-Oberliga Süd bajnok: 2014-15